# Roma Capitale
Roma Capitale è l'ente territoriale speciale, dotato di particolare autonomia, che amministra il territorio comunale della città di Roma in quanto capitale della Repubblica Italiana. Quindi "Roma Capitale" coincide col territorio del comune di Roma.

Logo Ufficiale

Istituito nel 2010 in attuazione dell'articolo 114 comma 3 della Costituzione, l'ente ha soppiantato il preesistente Comune di Roma, lasciando comunque invariati i confini amministrativi e il livello di governo. Il territorio del comune di Roma è stato considerato come se fosse territorio cittadino: amministrativamente la città di Roma è stata estesa a tutto il territorio comunale, di fatto abolendo il comune. Non esiste più un confine tra città e territorio comunale circostante, da un punto di vista amministrativo.

## Territorio

Logo usato in precedenza

Suddivisione territoriale amministrativa di Roma Capitale

Il territorio di Roma Capitale si estende su un'area di 1287,31 km² e presenta tre tipologie di suddivisioni: amministrativa, urbanistica e storica. Non è da confondere col territorio più vasto di città metropolitana di Roma Capitale.
Le suddivisioni amministrative, definite anche strutture territoriali, consistono nella divisione dell'ampio territorio negli attuali 15 municipi. Questi sono l'evoluzione delle 20 circoscrizioni istituite nel 1972 secondo il riordino e gli accorpamenti effettuati nel 2013.
Le zone urbanistiche rappresentano una ripartizione dei municipi in 155 suddivisioni. Sono state istituite nel 1977 a fini statistici e di pianificazione e gestione del territorio, secondo criteri di omogeneità dal punto di vista urbanistico. I confini sono individuati lungo le soluzioni di continuità più o meno marcate del tessuto urbano.
La suddivisione storica è composta di 116 comprensori toponomastici organizzati in quattro gruppi:
- 22 rioni che compongono il centro storico, istituiti nel Medioevo sulla base delle 14 regioni augustee e ampliati alla fine del XIX secolo, tutti compresi entro le Mura aureliane tranne Borgo e Prati;
- 35 quartieri che circondano il centro storico fuori dalle Mura aureliane, a cui si aggiungono i tre quartieri del litorale;
- 6 suburbi, ossia i territori adiacenti ai quartieri;
- 53 zone scarsamente popolate a cavallo del GRA e fino ai confini comunali, che compongono l'Agro romano.

## Storia
Lo status di Roma come capitale della Repubblica fu riconosciuto dalla Costituzione con l'attuazione dell'emendamento proposto con la legge costituzionale n° 3 del 2001 che ha introdotto il comma 3 all'articolo 114. Il comma introdotto determinava quindi la necessità di una legge ordinaria che disciplinasse l'ordinamento amministrativo della città.

L'attuazione a quanto postulato nella Costituzione arrivò con l'articolo n° 24 della legge sul federalismo fiscale n° 42 del 5 maggio 2009.
(legge 42/2009, art. 24 c. 2)
Il 26 luglio 2010 la provincia di Roma ha espresso parere favorevole al decreto che prevede l'istituzione di Roma Capitale sul territorio del comune e con un proprio statuto. Successivamente il Consiglio dei ministri, nella seduta del 17 settembre 2010, ha adottato il primo decreto legislativo su Roma Capitale, il n° 156, pubblicato nella Gazzetta Ufficiale nº 219 del 18 settembre 2010 ed entrato in vigore il 3 ottobre 2010.
L'Assemblea capitolina ha approvato lo statuto dell'ente con deliberazione n° 8 del 7 marzo 2013 e quest'ultimo è entrato in vigore a partire dal successivo 30 marzo.

## Ordinamento amministrativo

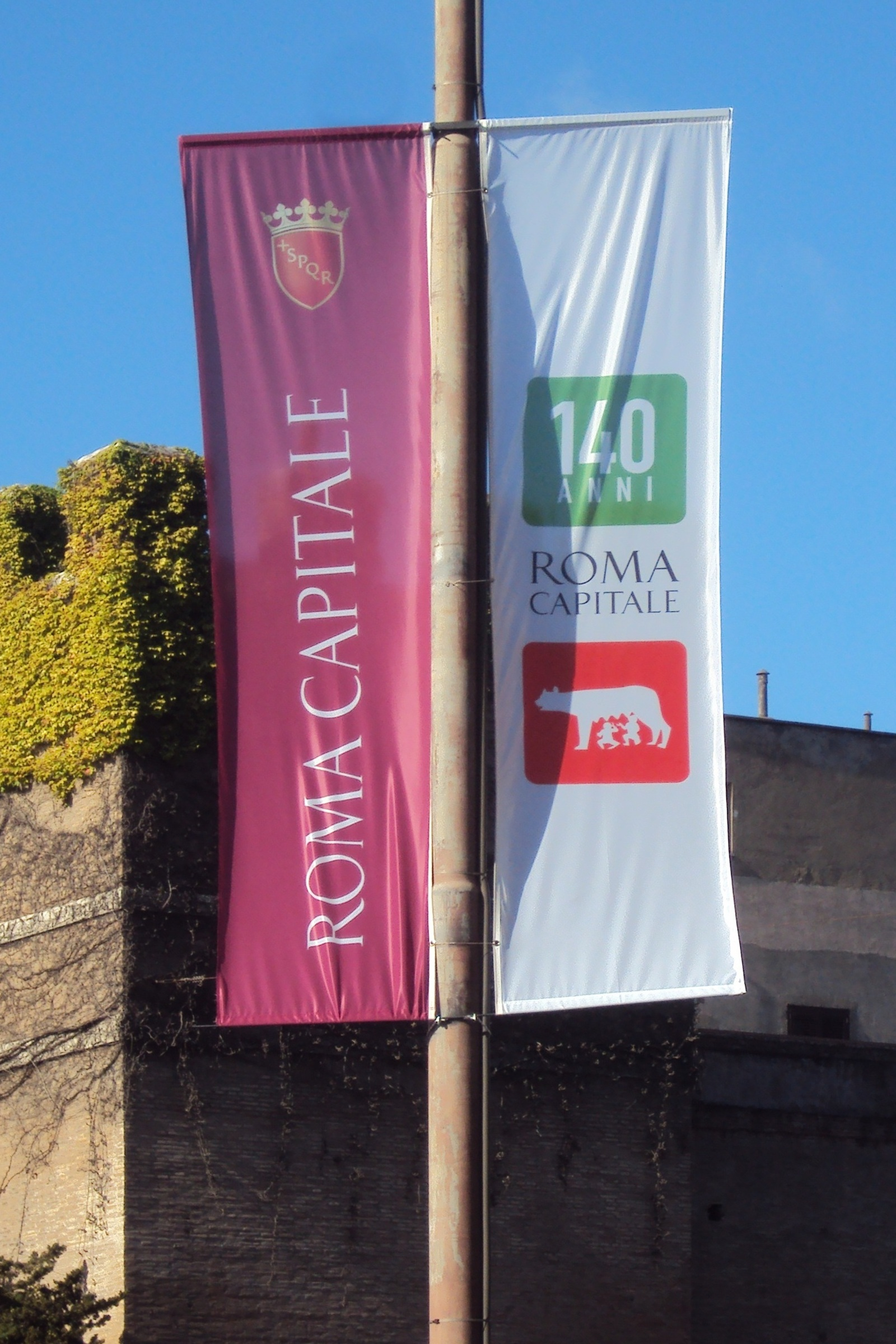
Manifesti di celebrazione per il 140º anniversario della presa di Roma e per l'istituzione dell'ente territoriale capitolino.

(Costituzione della Repubblica Italiana, art. 114, c. 3)
L'ordinamento amministrativo dell'ente è stabilito dallo statuto approvato nel 2013. Esso si compone di tre organi di governo, che hanno sede presso palazzo Senatorio, e molteplici organi, enti, agenzie ed aziende municipalizzate con diverse sedi e competenze.

### Organi politici
Sono organi di governo di Roma Capitale:
- il Sindaco, investito anche della carica di sindaco metropolitano dell'omonima città metropolitana;[12]
- l'Assemblea capitolina, composta dal sindaco e da 48 consiglieri;
- la Giunta capitolina, formata dal sindaco e da 12 assessori, tra cui viene nominato il vicesindaco.

#### Commissioni capitoline
Come gli altri comuni italiani i consiglieri vanno a comporre le 16 commissioni capitoline, di cui 12 permanenti. Le commissioni si sono riunite, fino al 31 dicembre 2020, in un palazzo in affitto su via del Tritone, per poi spostarsi in un altro immobile in via Luigi Petroselli, 45.
Le 12 commissioni capitoline permanenti sono:
- Commissione I - Bilancio, con compiti relativi al bilancio comunale, alle politiche finanziarie, al coordinamento delle aziende partecipate e delle istituzioni capitoline, alla modalità di gestione dei servizi pubblici e alle politiche industriali;
- Commissione II - Lavori pubblici, con compiti relativi alla realizzazione di lavori pubblici, all'efficientamento energetico e al controllo del dissesto idrogeologico e della vulnerabilità sismica;
- Commissione III - Mobilità, con compiti relativi alla mobilità e ai trasporti sia pubblici che privati e agli indirizzi gestionali per le società ATAC, Roma Servizi per la Mobilità e Roma Metropolitane;
- Commissione IV - Ambiente, con compiti in materia di ambiente e verde pubblico, protezione civile, indirizzi gestionali di AMA e del Bioparco, gestione del litorale e del Tevere, controllo delle attività agricole e tutela dei diritti degli animali;
- Commissione V - Politiche sociali e della salute, con compiti di gestione delle politiche relative ai servizi alla persona, a favore della famiglia, della disabilità e della terza età, al contrasto alla povertà, all'immigrazione e all'accoglienza, all'integrazione dei servizi socio-sanitari, agli indirizzi gestionali di Farmacap e dell'Agenzia capitolina per le tossicodipendenze;
- Commissione VI - Cultura, politiche giovanili e lavoro, con indirizzi relativi a cultura, arte e spettacolo, alle politiche giovanili, alla gestione delle biblioteche e dell'archivio capitolini, agli indirizzi gestionali di Palaexpo, Fondazione Musica per Roma e Zètema Progetto Cultura, alla toponomastica, alla comunicazione, ai tempi ed orari della città e alle attività di statistica e censimento;
- Commissione VII - Patrimonio e politiche abitative, che si occupa delle politiche relative al patrimonio comunale e di tipo abitativo, del federalismo demaniale, delle politiche in materia di beni confiscati alla criminalità organizzata e di edilizia residenziale pubblica;
- Commissione VIII - Urbanistica, con indirizzo relativo alle politiche di programmazione e pianificazione del territorio, attuazione di strumenti urbanistici, espropri e condoni edilizi e di politiche relative alle periferie;
- Commissione IX - Commercio, che si occupa delle politiche relative al commercio e all'artigianato oltre che ai servizi pubblicitari, alle attività produttive, compresi servizi e infrastrutture, degli indirizzi gestionali del Centro Agroalimentare di Roma e della gestione dello sportello unico per le imprese;
- Commissione X - Sport, benessere e qualità della vita, con indirizzo relativo alle politiche rivolte allo sport, al benessere della persona e alla qualità della vita e alla promozione di eventi e associazioni sportivi;
- Commissione XI - Scuola, che si occupa delle istituzioni scolastiche di pertinenza comunale, quali scuole dell'infanzia e asili nido, e dei rapporti con le università;
- Commissione XII - Turismo, moda e relazioni internazionali, con indirizzo relativo alle politiche turistico-ricettive oltre che alla promozione di eventi nel settore della moda e alle relazioni internazionali.

Ad esse si aggiungono inoltre:
- Commissione delle pari opportunità, che svolge un'azione di sorveglianza per garantire il rispetto delle pari opportunità all'interno dell'amministrazione comunale e nelle aziende o istituti partecipati a maggioranza;
- Commissione di controllo, garanzia e trasparenza, che si occupa di vigilare e garantire le prerogative proprie dell'Assemblea capitolina anche in relazione ai rapporti con la giunta;
- Commissione Roma Capitale, statuto e innovazione tecnologica, che esercita in forma permanente funzioni istruttorie, referenti, redigenti e di controllo relativamente all'ordinamento, all'organizzazione e alle eventuali riforme di Roma Capitale, al decentramento amministrativo, al coordinamento metropolitano, all'eventuale istituzione di nuove municipalità, alla semplificazione amministrativa oltre che alla promozione dell'iniziativa popolare. Inoltre la commissione supervisiona lo svolgimento dell'agenda digitale e dell'innovazione tecnologica dell'amministrazione comunale;
- Commissione elettorale, responsabile dell'aggiornamento delle liste elettorali e dell'aggiornamento dell'albo delle persone adatte a svolgere l'ufficio di scrutatore, la cui nomina viene effettuata dalla commissione circa un mese prima delle elezioni;
- Commissione speciale Piano Nazionale di Ripresa e Resilienza, per formulare indirizzi all'Assemblea capitolina riguardanti progetti e priorità rispetto al PNRR nonché il monitoraggio e la valutazione degli stessi;
- Commissione speciale Expo 2030, per formulare indirizzi ed orientamenti in merito alle opere da proporre per ospitare l'Expo 2030 nonché il monitoraggio e la valutazione della realizzazione delle stesse;
- Commissione speciale Giubileo 2025, per formulare indirizzi ed orientamenti in merito alle opere da realizzare per il Giubileo del 2025 nonché il monitoraggio e la valutazione della realizzazione delle stesse.

### Strutture di supporto agli organi e all'amministrazione
Le strutture di supporto agli organi e all'amministrazione raccolgono gli uffici che supportano i vari organi politici e non dell'amministrazione. Essi sono:
- Gabinetto del Sindaco, che supporta il sindaco nell'esercizio delle sue funzioni politiche e istituzionali;
- Direzione generale, che supporta il direttore generale nell'organizzazione e gestione dell'ente;
- Ufficio internal auditing, alle dirette dipendenze del sindaco in carica esso svolge attività di verifica sulla corretta applicazione e sull'impatto di norme e procedure;
- Segretariato generale, con funzioni di assistenza giuridico-amministrativa e collaborazione degli uffici dell'ente;
- Ufficio dell'Assemblea capitolina, alle dirette dipendenze del Presidente dell'Assemblea;
- Ufficio stampa, che cura la diffusione delle informazioni sulle attività degli organi istituzionali;
- Avvocatura capitolina, un gruppo di giuristi che difende l'amministrazione in tutte le sedi di giustizia. Si tratta del più antico ufficio legale di un ente pubblico d'Italia;[14]
- Ragioneria generale, che coordina e gestisce le attività finanziarie dell'ente;
- Dipartimento Protezione civile, con funzione di previsione e prevenzione dei rischi a cui è soggetto il territorio oltre che soccorso e superamento delle emergenze per la sicurezza della cittadinanza;[15]
- Corpo di polizia locale di Roma Capitale, il corpo di polizia municipale del comune;
- Ufficio speciale rom, sinti e caminanti, direttamente dipendente dal sindaco e con compiti di coordinamento degli interventi, controllo e monitoraggio e raccordi operativi tra le varie strutture per l'integrazione delle popolazioni rom, sinti e caminanti.

### Strutture di staff alla Direzione generale
Le strutture di staff sono quattro dipartimenti dell'amministrazione deputati allo sviluppo di consigli, suggerimenti e pareri rivolti alle strutture di linea. Essi sono:
- Dipartimento centrale appalti, per il coordinamento e la gestione delle varie tipologie di appalti (lavori pubblici, beni e servizi) necessari al funzionamento dell'ente;[16]
- Dipartimento organizzazione e risorse umane, con competenza in materia di gestione, tutela e relazioni con il personale;
- Dipartimento partecipate, svolge attività di indirizzo e controllo nei confronti dei vari organismi partecipati dall'ente comunale;[17]
- Dipartimento monitoraggio, qualità del servizio e customer care, che ha l'obiettivo di promuovere l'immagine dell'ente e dei servizi offerti alla cittadinanza;[18]
- Scuola di formazione capitolina, con compiti di formazione e aggiornamento professionale dei dirigenti e dei dipendenti comunali.

### Strutture di linea
Le strutture di linea racchiudono i principali dipartimenti in cui si suddivide l'amministrazione capitolina. Essi sono:
Area tematica "Servizi al territorio e decoro"
- Dipartimento programmazione e attuazione urbanistica (PUA);
- Dipartimento coordinamento sviluppo infrastrutture e manutenzione urbana (CSIMU);
- Dipartimento mobilità sostenibile e trasporti;
- Dipartimento tutela ambientale;
- Dipartimento valorizzazione del patrimonio e politiche abitative;
- Dipartimento ciclo dei rifiuti prevenzione e risanamento dagli inquinamenti.

Area tematica "Servizi alla persona e salute"
- Dipartimento pari opportunità;
- Dipartimento scuola, lavoro e formazione professionale;
- Dipartimento politiche sociali e salute;
- Dipartimento decentramento, servizi delegati e Città in 15 minuti.

 Area tematica "Cultura e valorizzazione"
- Dipartimento sviluppo economico e attività produttive;
- Dipartimento grandi eventi, sport, turismo e moda;
- Dipartimento attività culturali;
- Sovrintendenza capitolina ai beni culturali.

Area tematica "Pianificazione, PNRR, transizione al digitale e finanza"
- Dipartimento pianificazione strategica e PNRR;
- Dipartimento trasformazione digitale;
- Dipartimento cybersecurity e sicurezza urbana;
- Dipartimento risorse economiche.

### Altri organi
Roma Capitale opera gran parte dei servizi pubblici tramite delle apposite aziende municipalizzate, che operano in virtù di specifici contratti di servizio. Roma Capitale opera inoltre tramite enti di diritto privato controllati e tramite enti pubblici vigilati. Ad essi si aggiunge l'Agenzia per il controllo e la qualità dei servizi pubblici locali, che giudica, verifica e monitora, in completa autonomia, la qualità dei servizi erogati direttamente e indirettamente da Roma Capitale.
Le aziende partecipate, totalmente o parzialmente, sono:
- Acea, azienda partecipata al 51% che opera il servizio di illuminazione pubblica;
- Acea Ato 2, azienda partecipata al 3,537% da Roma Capitale e al 96,463% da Acea che gestisce il servizio idrico integrato;
- Æqua Roma, azienda partecipata al 100% che svolge attività di supporto nella gestione dei servizi inerenti alla liquidazione e all'accertamento e riscossione dei tributi oltre che nel settore relativo alle affissioni pubbliche e alla pubblicità;
- AMA, azienda partecipata al 100% che opera i servizi di gestione dei rifiuti, nettezza urbana e gestione dei cimiteri comunali;
- ATAC, azienda partecipata al 100% che opera gran parte della rete autobus oltre che la rete filoviaria, metropolitana e tranviaria della città;
- Centrale del Latte di Roma, azienda partecipata all'81,73% che si occupa della raccolta del latte presso i produttori oltre che del trattamento igienico-sanitario e della distribuzione del latte e della produzione e/o commercializzazione dei prodotti caseari;[20]
- Centro Agroalimentare Roma, azienda partecipata al 28,73% che si occupa della promozione, costruzione e gestione dei mercati ortofrutticolo e ittico all'ingrosso di Roma;
- EUR, azienda partecipata al 10% che si occupa della gestione e valorizzazione dei beni immobiliari nel quartiere Europa;
- Investimenti, azienda partecipata al 19,09% che si occupa della realizzazione, organizzazione e gestione del sistema fieristico, della promozione e commercializzazione dello stesso e dell'organizzazione di esposizioni e congressi;
- Risorse per Roma, azienda partecipata al 100% che svolge attività di supporto all'ente nell'ambito della progettazione e trasformazione urbana, della valutazione e alienazione del patrimonio immobiliare e della gestione del condono edilizio;
- Roma Metropolitane, azienda partecipata al 100% e posta in liquidazione che svolge attività di progettista, autorità espropriante, stazione appaltante e responsabile dei procedimenti in relazione all'ampliamento della rete metropolitana e di sistemi innovativi di trasporto;
- Roma Servizi per la Mobilità, azienda partecipata al 100% che si occupa di svolgere servizi di pianificazione, supervisione e controllo in relazione alla mobilità pubblica, privata e commerciale;
- Zetema Progetto Cultura, azienda partecipata al 100% e impegnata nella gestione di attività volte alla valorizzazione dei beni archeologici, artistici, culturali e monumentali anche mediante la gestione di musei e biblioteche e l'organizzazione di mostre, manifestazioni culturali e spettacoli.

Gli enti di diritto privato controllati sono:
- Fondazione Mondo Digitale, organizzazione con l'obiettivo di promuovere l'alfabetizzazione digitale della popolazione giovanile;
- Fondazione Cinema per Roma, organizzazione nata con lo scopo di organizzare e promuovere la Festa del Cinema di Roma;
- Fondazione Musica per Roma, organizzazione nata con l'obiettivo di valorizzare spazi dedicati alla fruizione della musica;
- Fondazione Roma Solidale, ONLUS dedicata al sostegno alle persone fragili e/o in situazioni di disagio al fine di migliorarne la qualità della vita;
- Fondazione Bioparco di Roma, organizzazione nata con la finalità di gestire e valorizzare il Bioparco di Roma;
- Roma Energia, agenzia posta in liquidazione e incaricata di ridurre le emissioni di gas serra e di raggiungere l'efficienza nell'uso delle risorse energetiche;
- Le Assicurazioni di Roma, istituto di previdenza che esercisce servizi assicurativi, controllato al 74,35% da Roma Capitale, mentre le rimanenti quote sono detenute da ATAC (13,5%), AMA (9%) e Cotral (3,15%).

Gli enti pubblici vigilati sono:
- Farmacap, azienda speciale partecipata al 100% che gestisce 45 farmacie, un dispensario e un asilo nido a cui si aggiunge la progettazione e gestione di progetti di educazione sanitaria;
- Palaexpo, azienda speciale partecipata al 100% con il compito di gestire il palazzo delle Esposizioni e curare la progettazione di mostre e altre iniziative culturali;
- Sistema Biblioteche Centri Culturali, istituzione partecipata al 100% con l'obiettivo di favorire la diffusione dell'informazione e la promozione della pubblica lettura, anche tramite la gestione del sistema Biblioteche di Roma con particolare attenzione al coordinamento con le altre istituzioni bibliotecarie;
- Agenzia capitolina per le tossicodipendenze, istituzione partecipata al 100% con gli obiettivi di prevenzione dell'emarginazione e del disadattamento sociale e di assistenza sociale, anche volta alla riabilitazione e reinserimento nella società, in relazione al fenomeno della tossicodipendenza;
- Azienda Comunale Centrale del Latte di Roma, partecipata al 100% e in liquidazione dopo la privatizzazione della Centrale nel 1998.

Inoltre, l'Istituto di previdenza e assistenza per i dipendenti di Roma Capitale (IPA) è l'ente previdenziale per il personale comunale, costituito come associazione di dipendenti.

## Funzioni

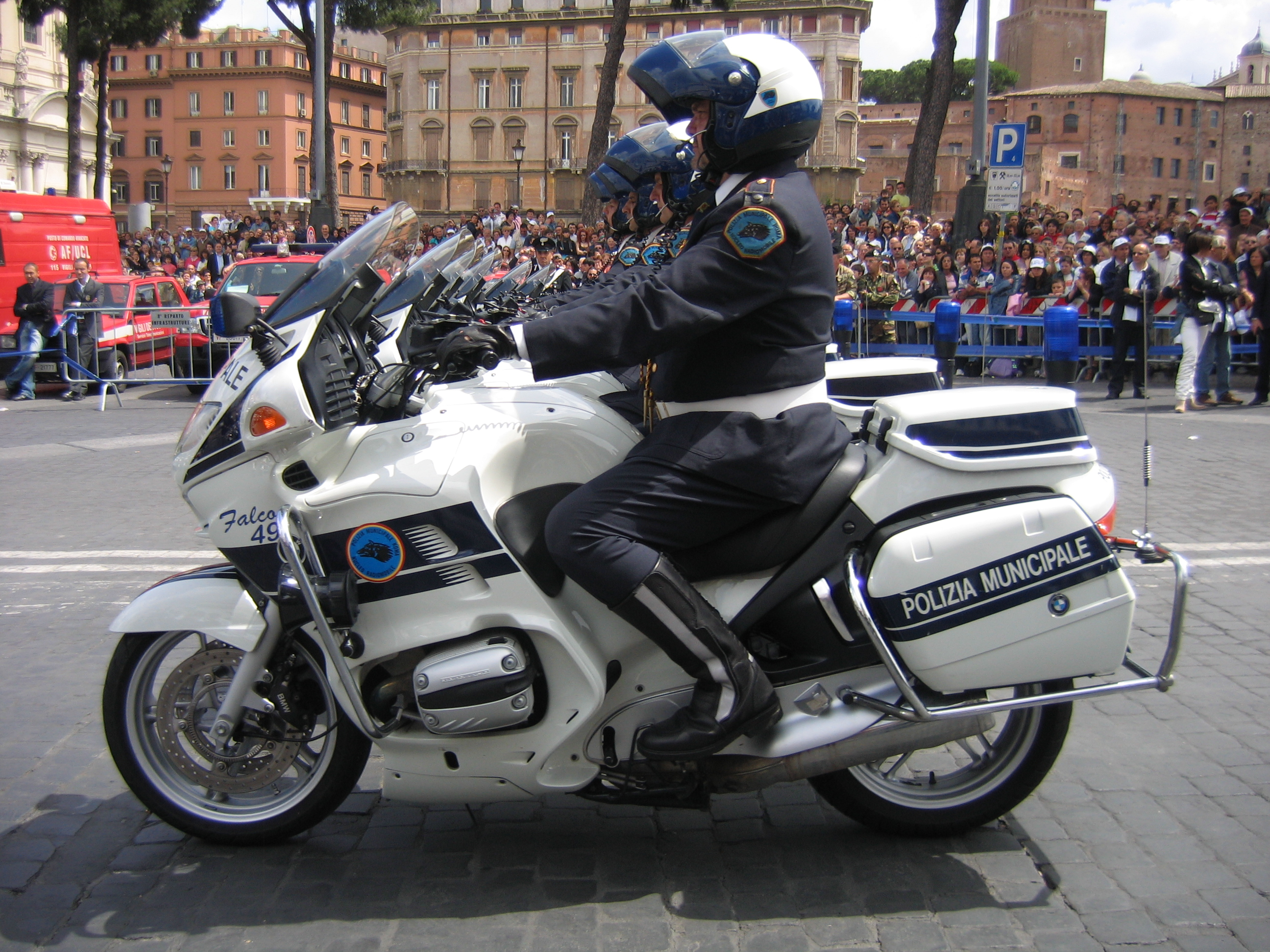
Sfilata dei motociclisti del Corpo di polizia locale di Roma Capitale

Roma Capitale dispone di tutte le funzioni amministrative già del comune di Roma e anche delle seguenti:
- valorizzazione dei beni storici, artistici, ambientali e fluviali;
- sviluppo economico e sociale della città di Roma, con particolare riferimento al settore produttivo e turistico;
- sviluppo urbano e pianificazione territoriale;
- edilizia pubblica e privata;
- organizzazione e funzionamento dei servizi urbani e di collegamento con i comuni limitrofi, con particolare riferimento al trasporto pubblico e alla mobilità;
- protezione civile, in collaborazione con la presidenza del Consiglio dei ministri e la regione Lazio;
- ulteriori funzioni possono essere delegate dallo Stato italiano e dalla regione Lazio, ai sensi dell'art. 118, secondo comma, della Costituzione italiana.